# Berberidopsis
Berberidopsis,  biljni rod iz porodice Berberidopsidaceae, dio reda  Berberidopsidales. Pripadaju mu dvije vrste penjačica, jedna iz toplih kišnih šuma u Queenslandu i Novom Južnom Walesu, te jedna iz srednjeg i južnog Čilea

## Vrste
1. Berberidopsis beckleri (F.Muell.) Veldkamp
2. Berberidopsis corallina Hook.f.